# Jorăști
Jorăști est une commune roumaine située dans le județ de Galați.